# Comté de Toulouse
Pour les articles homonymes, voir Toulouse (homonymie).
778–1271
(493 ans)
Entités précédentes :
- Royaume d'Aquitaine

Entités suivantes :
- Province de Languedoc (Royaume de France)

Le comté de Toulouse est un ancien comté du Sud de la France, dont le titulaire était l'un des six pairs laïcs primitifs.

## Historique
Le comté de Toulouse est créé en 778 par Charlemagne, au lendemain de la défaite de Roncevaux, afin de coordonner la défense et la lutte contre les Vascons et intégré dans le royaume d'Aquitaine, lorsque celui-ci est créé trois ans plus tard. Le royaume d'Aquitaine se désagrège à partir de 850. Le centre de puissance de l'Aquitaine se déplace vers Poitiers et les comtes de Rouergue, également possesseurs de Toulouse, sont héréditaires.
Les fonctions de marquis de Gothie et de duc de Narbonne, qu'ils possédaient également deviennent des titres vides de sens et se transmettent dans la branche cadette de Rouergue. La mort de la comtesse Berthe de Rouergue apporte par héritage ces titres ainsi que le Rouergue à Raymond, comte de Saint-Gilles, et lui permet de se constituer un début de puissance territoriale. Par la suite, il hérite du comté de Toulouse à la mort de son frère Guillaume IV, bien que la succession soit revendiquée par la fille de Guillaume, Philippe, mariée au duc Guillaume IX d'Aquitaine. Raymond de Saint-Gilles réussit à constituer une principauté puissante, qu'il remet à son fils Bertrand en partant aux croisades.
Bertrand, puis son frère Alphonse Jourdain doivent lutter contre le duc d'Aquitaine qui s'empare de Toulouse à plusieurs reprises, mais doit à chaque fois l'évacuer devant les révoltes des populations. Puis les comtes de Toulouse sont en lutte contre les comtes de Barcelone qui cherchent à étendre leur influence dans le Languedoc et en Provence. La paix finit par être conclue dans la seconde moitié du XIIe siècle.
À cette époque, le catharisme, un mouvement dissident de l’Église, se développe dans le comté. Le comte Raymond V demande l'aide de Cîteaux pour lutter contre, mais au début du XIIIe siècle, l'implantation de l'hérésie est telle que Raymond VI ne peut plus lutter contre sans s'aliéner une importante partie de sa population. L'assassinat du légat pontifical Pierre de Castelnau déclenche la croisade des albigeois, qui se termine par l'annexion du comté de Toulouse par le roi de France en 1271 (Charte Raymondine).

### Prétentions
Le traité de 1259 prévoit qu'en cas d'extinction de la maison de Toulouse, l'Agenais reviendrait au roi d'Angleterre ainsi que, le cas échéant, le Quercy, après enquête. Le roi Henri III d'Angleterre envoie deux ambassadeurs à Paris. Mais leur réclamation n'a pas de suite.
Les 15 et 17 octobre 1271, le roi d'Aragon, Jacques Ier le Conquérant, interdit à ses sujets de prendre part à l'expédition contre la France préparée par son fils, le prince Pierre.

### Prise de possession
Guillaume de Cohardon prend l'initiative de se rendre à Toulouse pour y faire reconnaître les droits du roi sur le comté. Le 16 septembre, il y rencontre les consuls. Le 20, ceux-ci prêtent serment de fidélité au roi. La veille, celui-ci avait émis un mandement confirmant la mission du sénéchal. Celui-ci poursuit la prise de possession.
En octobre 1271, le roi Philippe III le Hardi prend possession du comté sans l'annexer. En novembre 1361, le roi Jean II le Bon le réunit au domaine royal, avec les duchés de Bourgogne et de Normandie ainsi que le comté de Champagne.

## La Cour

### Famille comtale

#### Comte
La maison de Toulouse ou raymondine posséda héréditairement le comté de Toulouse pendant quatre siècles. Son premier représentant fut Foulques de Rouergue, mort après 837, dont les fils Frédolon et Raymond Ier furent les premiers comtes héréditaires de Toulouse de 849 à 863 ; le dernier titulaire mâle du comté issu de cette maison fut Raymond VII mort en 1249.

#### Épouse
L'épouse du comte ne porte pas le titre de comtesse, à part Jeanne d'Angleterre. Constance de France utilise le titre de comtesse de manière non officielle. Au cours des XIIe siècle et XIIIe siècle, six des neuf épouses du comte sont filles de Roi, attestant ainsi de l'importance du Comté de Toulouse, les femmes préfèrent alors porter leurs liens royaux dans leur titulature officielle. L'épouse du comte a un statut qui l'éloigne des décisions politiques du Comté et est pratiquement absente de la diplomatie toulousaine.

#### Fils
À partir du XIe siècle, les comtes mettent fin à la pratique de partage de terres entre fils, au profit d'une succession unique du fils aîné garantissant la stabilité du domaine. Celui-ci prend ainsi de plus en plus d'importance dans l'exercice du pouvoir. Alphonse Jourdain associe son fils, le futur Raymond V, à l'ensemble de ses décisions politiques importantes, comme la fondation de Montauban. Ses successeurs vont faire de même en leur donnant en plus un rôle diplomatique et militaire. En évitant toutefois d'exposer l’aîné à de trop gros dangers qui pourraient remettre en cause la succession en cas de décès. Au début du XIIIe siècle, Raymond VI va encore plus loin en émancipant son fils âgé de 13 ans pour l'établir comme chef de la famille. Lorsque Raymond VI est destitué par le concile du Latran, c'est son fils, le futur Raymond VII, qui gouverne seul pendant que son père reste le plus souvent dans sa capitale de Toulouse. Il est dit alors que le comté de Toulouse a deux comtes à sa tête.

### Noblesse

#### Grands vassaux
Les grands vassaux du comté commencent à apparaitre à la cour de Toulouse sous Raymond VI. C'est la croisade qui pousse à cette alliance pour organiser la résistance. Auparavant, les grands vassaux alternent entre lutte pour l'indépendance et entente avec les comtes en jouant de la rivalité avec le royaume d'Aragon.

#### Barons
Dans le comté de Toulouse, sont qualifiés de barons aussi bien les hommages ayant un lignage ancien et de nombreux domaines, que les nobles plus récents avec un modeste domaine. Les barons entourent le comte, ils sont souvent chargés de l'éducation de l'héritier.

#### Seigneurs
La noblesse militaire est celle qui gravite le plus autour des comtes de Toulouse. Elle détient les châteaux et le comte s'entoure des meilleurs châtelains de son domaine. Ils accompagnent les comtes dans les expéditions militaires. Les milites castri sont par contre beaucoup moins nombreux à pouvoir approcher le comte directement.

#### Chevaliers des cités
Au moment de la croisade, la noblesse urbaine, qui jusque-là était absente de la cour, s'en rapproche fortement.

#### Ecclésiastiques
Ils sont le plus souvent absents de la cour de Toulouse. À partir de la fin du XIIe siècle, les comtes essayent d'attirer les abbés et les évêques auprès d'eux, mais ces tentatives sont des échecs, à cause de la manière qu'ont les comtes de se mêler des affaires temporelles. Même chose avec les ordres militaires, ils prennent part au conflit contre le royaume d'Aragon sans pour autant être présents à la cour.

## Fiefs
Durant l'existence du comté de Toulouse, les frontières évoluent sans cesse, au gré des intrigues politiques qui se nouent autour du comte. Il n'est pas rare que le comte porte des titres à rallonge, pour en imposer, sans que pour autant les territoires revendiqués soient en son pouvoir. Dans la capitale, Toulouse, des terres sont encore aux mains de la vicomté de Toulouse apparue quelques siècles auparavant et existant encore au XIIe siècle. D'autres fiefs se comportent de manière autonome, les vicomtés de Bruniquel, de Monclar, de Caussade, de Saint-Antonin, de Turenne et la seigneurie de Gourdon. Les comtes de Foix et de Comminges doivent prêter hommage aux comtes toulousains pour plusieurs fiefs situés notamment dans la basse vallée de l'Ariège pour les premiers et dans le Bas-Comminges pour les seconds. C'est aussi le cas du puissant évêque de Cahors qui n'hésite pas à soutenir le parti des rivaux d'Aquitaine. À partir de Raymond IV, le comte de Toulouse porte le titre de comte de Rouergue, bien qu'il ne contrôle pas la totalité du comté et le partage avec le comte de Rodez totalement indépendant. Les comtes toulousains ont le contrôle de la basse vallée de l'Aveyron et du Viaur. Dans l'Albigeois, ils ont une autorité à Rabastens, à Gaillac et à Castres et ont l'hommage pour les vicomtés de Lautrec et d'Albi. À l'est, les comtes de Toulouse possèdent le marquisat de Gothie, qui deviendra le duché de Narbonne, depuis le IXe siècle, mais à l'intérieur l'autorité est contestée. À commencer par la famille Trencavel qui y possède plusieurs vicomtés, à Narbonne le pouvoir est partagé avec l'archevêque, la seigneurie de Montpellier s'allie avec le comté de Barcelone pour préserver son indépendance. Le comté de Mauguio (Melgueil) est lui vassal du Pape depuis 1085. En Provence, ils possèdent Tarascon, Argence et Beaucaire, surtout ils prennent le titre de marquis et en 1163 le Dauphiné rentre même dans la mouvance.
À partir de Raymond V, les comtes reprennent en main certaines vicomtés par peur d'être pris en tenaille par les rois d'Aragon. À commencer par les vicomtes de Toulouse qui possèdent plusieurs terres dont Bruniquel et Monclar, qui sont alliés au roi d'Aragon et qui peuvent contrôler une partie des marchandises qui passent dans la capitale des comtes. En 1175, s'ouvre une crise dynastique dans le domaine des vicomtes de Toulouse. Le comte de Toulouse en profite pour s'emparer du domaine, déclenchant un conflit qui tourne à l'avantage des Toulousains en 1178. Les vicomtés de Bruniquel et Monclar sont rattachés au domaine comtal et celui de Toulouse disparaît. La lutte pour les vicomtés de Nîmes et d'Agde tourne aussi à l'avantage des Toulousains qui prennent le titre de Comte de Nîmes. Le comte de Toulouse parvient aussi à s'emparer du comté de Mauguio de par le mariage de son fils avec la comtesse et un conflit avec le fils de celle-ci. Raymond VI continue la politique de son père, en quatrièmes noces il épouse Jeanne d'Angleterre qui lui permet de contrôler l'Agenais et le Quercy à la place des rois d'Angleterre. Le roi de France lui donne Figeac en fief. En avril 1204, les vicomtés de Millau et du Gévaudan sont transférés au comte de Toulouse, néanmoins la croisade fait perdre le contrôle de ces deux fiefs et ce n'est qu'en 1222 que la vicomté de Millau rentre progressivement dans le domaine comtal alors que celui du Gévaudan passe sous le contrôle direct du roi de France. Cette croisade fait aussi perdre le comté de Mauguio en avril 1211.

## Subdivisions et mouvance
Les principaux fiefs du comté de Toulouse sous Raymond IV de Toulouse
- le comté de Quercy qui se composait de trois élections : Montauban, Cahors et Figeac et relevait militairement de la Guyenne ;
- la vicomté d'Albi ;
- le comté de Rouergue, qui s'est progressivement réduit. Il ne doit pas être confondu avec le comté de Rodez ;
- le comté de Carcassonne, devenu ensuite vicomté ;
- la vicomté de Béziers ;
- le comté de Foix ;
- le comté devenu vicomté de Couserans (Terre gasconne, dont les premiers comtes puis vicomtes étaient les comtes de Foix. La capitale de la vicomté était Saint-Lizier. Aujourd'hui la vicomté correspond à la partie de l'Ariège qui dépend de la sous-préfecture de Saint-Girons. Les villes de Saint-Lizier et Saint-Girons se touchent).